# Coffea liaudii
Coffea liaudii är en måreväxtart som beskrevs av J.-f.Leroy och Aaron Paul Davis. Coffea liaudii ingår i släktet Coffea och familjen måreväxter. Inga underarter finns listade i Catalogue of Life.